# Анте Мирочевић
Анте Мирочевић (Титоград, 6. август 1952) бивши је југословенски фудбалер.

## Каријера
Играчку каријеру је почео у ОФК Титограду, а фудбалски се афирмисао у Будућности из Титограда. Три сезоне, од 1980. до 1983. године, провео је у Енглеској као члан Шефилд венздеја. За три сезоне у Шефилду одиграо је 58 првенствених утакмица и постигао је 3 гола.
Први је фудбалер једног црногорског клуба који је заиграо за репрезентацију Југославије. Дебитовао је 15. новембра 1978. године против Грчке у Скопљу (4:1). Дрес А репрезентације је облачио шест пута, а на последњем наступу, против Пољске 26. априла 1980. године, постигао је оба гола за победу од 2:1. Био је капитен олимпијске репрезентације Југославије на Олимпијским играма у Москви 1980. године.
Након завршетка играчке каријере био је тренер Будућности и координатор млађих категорија.

## Голови за репрезентацију
Голови Мирочевића у дресу са државним грбом.
| #  | Датум           | Место  | Противник | Гол | Резултат | Такмичење   |
| -- | --------------- | ------ | --------- | --- | -------- | ----------- |
| 1. | 26. април 1980. | Борово | Пољска    | 1:1 | 2:1      | пријатељска |
| 2. | 26. април 1980. | Борово | Пољска    | 2:1 | 2:1      | пријатељска |